# Antoni Michał Czapski
Antoni Michał Czapski herbu Leliwa (ur. 3 kwietnia 1725, zm. 20 lipca 1792) – generał lejtnant wojsk koronnych, podkomorzy chełmiński w latach 1762–1792, miecznik pruski w latach 1760–1762, chorąży malborski w latach 1759–1760, komisarz z rycerstwa w Komisji Wojskowej Koronnej w latach 1765–1770.

## Życiorys
Syn Ignacego (1699–1745) i Teofili Konopackiej, córki Stanisława Aleksandra Konopackiego, kasztelana chełmińskiego. Brat Józefa (1722–1765), kasztelana elbląskiego i Franciszka Stanisława, ostatniego wojewody chełmińskiego. Poślubił Kandydę Rozalię Lipską, córkę Józefa Lipskiego, kasztelana bełskiego i łęczyckiego. Ojciec dwóch generałów: Józefa Grzegorza i Mikołaja.
Od 1752 major wojska koronnego, pełnił urząd chorążego Malborka od 1759 roku. Był podkomorzym Chełmna 1762, pułkownikiem wojska koronnego od 1782. Na sejmie koronacyjnym 1764 roku wyznaczony ze stanu rycerskiego do Asesorii Koronnej. W załączniku do depeszy z 2 października 1767 roku do prezydenta Kolegium Spraw Zagranicznych Imperium Rosyjskiego Nikity Panina, poseł rosyjski Nikołaj Repnin określił go jako posła właściwego dla realizacji rosyjskich planów na sejmie 1767 roku, za którego odpowiada Stanisław August Poniatowski. Poseł powiatu chełmińskiego na sejm 1767 roku. W 1767 roku jako poseł chełmiński na Sejm Repninowski, wszedł w skład delegacji, wyłonionej pod naciskiem posła rosyjskiego Nikołaja Repnina, powołanej w celu określenia ustroju Rzeczypospolitej. Członek Komisji Wojskowej Koronnej w 1775 roku.  
Pełnił stanowiska: asesora sądów nadwornych, generała-adiutanta, generała-lejtnanta i generała-majora oraz miecznika.
Odznaczony Orderem Świętego Stanisława (1766).